# روجرو ریچی
روجرو ریچی (انگلیسی: Ruggiero Ricci؛ ۲۴ ژوئیهٔ ۱۹۱۸ – ۶ اوت ۲۰۱۲) نوازندهٔ مشهور ویولن و آموزشگر موسیقی اهل ایالات متحده آمریکا بود.
یکی از دلایل شهرت او، اجرا و ضبط آثار نیکولو پاگانینی است.
خانوادهٔ وی از مهاجران ایتالیایی آمریکا بودند و او، نواختن ویولن را از سن ۷ سالگی آغاز کرد و از شاگردان «لوئیز پرسینگر» و «گیورگ کولن‌کامپف» بود.
روجرو ریچی در طی حیاتِ هفتادسالهٔ هنری خود، بیش از ۶۰۰۰ کنسرت در ۶۵ کشور جهان اجرا کرد و مدرس موسیقی در دانشگاه ایندیانا، مدرسه جولیارد، دانشگاه میشیگان و «دانشگاه موتزارت در سالزبورگ» بود. 